# وینسنت گرگنیک
وینسنت گرگنیک (انگلیسی: Vincent Gragnic؛ زادهٔ ۲۳ ژوئن ۱۹۸۳) بازیکن فوتبال اهل فرانسه است.
از باشگاه‌هایی که در آن بازی کرده‌است می‌توان به باشگاه فوتبال لوریان، باشگاه فوتبال استاد رنس، باشگاه فوتبال اوسر، باشگاه فوتبال نیم المپیک، باشگاه فوتبال تروا، باشگاه فوتبال المپیک مارسی، و باشگاه فوتبال سدان اشاره کرد.